# Il piacere e i suoi piccoli inconvenienti
Il piacere e i suoi piccoli inconvenienti (Le Plaisir (et ses petits tracas)) è un film del 1998 diretto da Nicolas Boukhrief, liberamente ispirato al Girotondo di Arthur Schnitzler.

## Trama
Costretto in un letto d'ospedale dalle ferite riportate durante una missione,  Raphaël, un giovane casco blu malato di AIDS, intreccia una relazione con Véra, l'infermiera che l'ha in cura. Tornata a Saint-Étienne, Véra si ricongiunge col fidanzato, il cabarettista fallito Roland, che presto comincia a sospettarne l'infedeltà. Passato del tempo, Véra torna a lavorare lontano da casa, mentre Roland si esibisce in uno squallido locale parigino. Una sera quest'ultimo impedisce per caso ad Hélène, una donna depressa dal proprio matrimonio, di suicidarsi buttandosi sotto la metropolitana e vi trascorre assieme la notte nel locale deserto. Hélène fa poi ritorno in Italia dal marito, Carlo, un omosessuale represso che sta cercando di spingerla tra le braccia di un uomo più giovane per rimediare alle sue mancanze coniugali. Accettata infine la propria natura, Carlo morirà di overdose in un locale gay dopo un rapporto sessuale con la giovane marchetta Marcel. Marcel visita sua sorella Lise, una pornoattrice, e approfitta del suo sonno per rubarle i soldi, ma viene investito da una moto mentre esce di casa. Lise colloca il fratello, in stato vegetativo, in una clinica dove incontra Michaël, un ragazzo instabile e assassino di donne.

## Distribuzione
Il film è stato distribuito nelle sale cinematografiche francesi dalla Polygram a partire dal 5 agosto 1998. In Italia, è stato distribuito da Istituto Luce Cinecittà a partire dal 31 marzo 1999.